# Plegadis
A Plegadis a madarak (Aves) osztályának a gödényalakúak (Pelecaniformes) rendjébe, ezen belül az íbiszfélék (Threskiornithidae) családjába és az íbiszformák (Threskiornithinae) alcsaládjába tartozó nem.

## Tudnivalók
A batlának köszönhetően, ez a madárnem az Antarktisz kivételével minden kontinensen jelen van. A másik két élő faj csak az amerikai szuperkontinensen fordul elő a szabad természetben.

## Rendszerezés
A nembe az alábbi 3 élő faj és 1 fosszilis faj tartozik:
- fehérarcú batla (Plegadis chihi) (Vieillot, 1817)
- batla (Plegadis falcinellus) Linnaeus, 1766 - típusfaj
- andoki batla (Plegadis ridgwayi) (Allen, 1876)
- †Plegadis pharangites

A Franciaországban talált, kora miocén korszaki Gerandibis De Pietri, 2013 nevű íbisznemet, korábban ebbe a nembe sorolták Plegadis paganus néven.

### Fordítás
- Ez a szócikk részben vagy egészben  a   Plegadis című angol Wikipédia-szócikk ezen változatának fordításán alapul.  Az eredeti cikk szerkesztőit annak laptörténete sorolja fel. Ez a jelzés csupán a megfogalmazás eredetét és a szerzői jogokat jelzi, nem szolgál a cikkben szereplő információk forrásmegjelöléseként.